# Mergiškių miškas II
Mergiškių miškas II este o arie protejată (sit de importanță comunitară — SCI) din Lituania întinsă pe o suprafață de 570,97 ha, integral pe uscat.

## Localizare
Centrul sitului Mergiškių miškas II este situat la coordonatele 54°36′19″N 24°27′54″E / 54.6054°N 24.4649°E.

## Înființare
Situl Mergiškių miškas II a fost declarat sit de importanță comunitară în iulie 2022 pentru a proteja un număr necunoscut de specii din flora spontană și fauna sălbatică aflate în arealul zonei.

## Biodiversitate
Situată în ecoregiunea boreală, aria protejată conține 4 habitate naturale: Păduri fino-scandinave bogate în ierburi cu Picea abies, Păduri caducifoliate de mlaștină fino-scandinave, Păduri de stejar sau de stejar și carpen sub-atlantice și medio-europene de Carpinion betuli, Mlaștini împădurite.
La baza desemnării sitului se află un număr nedeclarat de specii protejate.